# Tetraponera modesta
Tetraponera modesta är en myrart som först beskrevs av Smith 1860.  Tetraponera modesta ingår i släktet Tetraponera och familjen myror. Inga underarter finns listade i Catalogue of Life.